# Челябінська губернія
Челябінська губернія — адміністративна одиниця у складі РРФСР в 1919—1923 рр. Утворена з чотирьох сусідніх повітів: Курганського, Троїцького, Кустанайського та Челябінського.

## Історія
Губернія була створена на частині території Оренбурзької губернії, Тобольської губернії та Тургайської області ухвалою ВЦВК від 27 серпня 1919 року про утворення Челябінського районного Управління на правах губернського органу (опубліковано 3 вересня). Спочатку складалася з Курганського, Троїцького, Кустанайського та Челябінського повітів. Відповідно до постанови, Челябінський ревком перетворювався на Челябінський губернський ревком, а Челябінськ ставав губернським містом. На момент утвору Челябінським ревкомом керували М. Х. Поляков (пред.), А. Я. Бакаєв (заст.), Є. В. В. Плотніков та І. А. Медведєв.
З 27 серпня 1919 підпорядкований Сибірському Революційному Комітету, а з 21 квітня 1920 — Революційній Раді 1-ї Трудової Армії .
Межі та склад губернії кілька разів змінювалися:
- Кустанайський повіт став частиною Киргизької АРСР.
- Верхньоуральський повіт Уфимської губернії став частиною Челябінської губернії.
- Постановою Челябінського міськвиконкому від 30 грудня 1919 року утворено Куртамиський та Міаський райони (на правах повіту), з початку 1921 року — повіти (підтверджено постановою Президії ВЦВК від 11.11.1921). Міаський повіт 1 жовтня 1922 був розділений між Златоустівським і Троїцьким повітами.[1] На підставі ухвали ВЦВК від 14 лютого 1923 року Куртамиський повіт скасовано з 1 січня 1923 року, його волості повернуто до складу Челябінського повіту Челябінської губернії.
- 17 серпня 1922 року декретом ВЦВК Золотоустівський повіт Башкирської АРСР[2] став частиною Челябінської губернії.[3]

Громадянська війна і політика військового комунізму, що проводилася радянським урядом у 1919—1921, спровокувала голодомор 1921—1922 і розвал в промисловості.
На початку 20-х років XX століття червоними було придушене Західно-Сибірське повстання — найбільший антибільшовицький озброєний виступ селян, козаків, частини робітників та міської інтелігенції в РСФСР.
Чисельність населення Челябінської губернії за 1920—1923 роки скоротилася на 423 803 осіб, у тому числі в Челябінську — на 6479. З 1920 по 1923 рік відбулося зменшення кількості сільрад (з 1425 до 830) та волостей (з 227 до 90) за незмінної кількості населених пунктів (3268).
Із запровадженням НЕПу економіка губернії стала поступово налагоджуватися. У 1923 році сільськогосподарське виробництво досягло рівня 1916, але показники промисловості залишалися вкрай низькими. 1923 року площа Челябінської губернії становила 119 066 км², чисельність населення — 1 млн 279 тис. осіб.
3 листопада 1923 року Челябінська губернія скасована. Її територія увійшла до складу новоствореної Уральської області.

## Демографія
Чисельність та національний склад населення 1920 р.:
| Народ                | Чисельність 1920 року |
| -------------------- | --------------------- |
| русскіє (перевірити) | 1385000               |
| татари               | 49 000                |
| українці             | 35 000                |
| башкири              | 34 000                |
| всього               | 1 562 000             |

## Економіка
Губернія була переважно сільськогосподарською. Основні сільськогосподарські культури — яра пшениця, овес.
Порівняно розвинена була обслуговуюча сільське господарство промисловість (млини, маслоробні та ін.).
Усього промислових підприємств різних галузей налічувалося бл. 10 тис., але великих мало. До них насамперед належали ж.-д. майстерні в Златоусті, Челябінську та Кургані, Челябінські вугільні копальні, завод ім. Колющенко, рудники Троїцького повіту та Курганський клепковий завод.